# Liste der Orte im Landkreis Alzey-Worms

Wappen des Landkreises Alzey-Worms

Die Liste der Orte im Landkreis Alzey-Worms enthält die Städte, Verbandsgemeinden, Ortsgemeinden und Gemeindeteile (Ortsbezirke, Wohnplätze und sonstige Gemeindeteile) im rheinland-pfälzischen Landkreis Alzey-Worms.

Es handelt sich dabei um das amtliche Verzeichnis der Gemeinden und Gemeindeteile und setzt sich zusammen aus dem vom Statistischen Landesamt Rheinland-Pfalz geführten amtlichen Namensverzeichnis der Gemeinden und dem vom Landesamt für Vermessung und Geobasisinformation Rheinland-Pfalz geführten amtlichen Verzeichnis der Gemeindeteile.

## Verbandsfreie Stadt Alzey
Gemeindeteile der verbandsfreien Stadt Alzey:
- Alzey, Stadt
- Eichhof
- Hof Im Kühlen Grund
- Kettenheimer Weg
- Rheinhessen-Fachklinik
- Raumühle
- Rechenmühle
- Am Heimersheimer Berg
- Kimbaland
- Am Schützenhaus
- Dautenheim (Ortsbezirk)
- Weidasser Mühle
- Heimersheim (Ortsbezirk)
- Metzentaler Hof
- Schafhausen (Ortsbezirk)
- Pfortmühle
- Weinheim (Ortsbezirk)
- Neumühle
- Birkenhof 1
- Gutenborner Hof
- Birkenhof 2

## Verbandsgemeinde Alzey-Land
Gemeinden und Gemeindeteile in der Verbandsgemeinde Alzey-Land:
- Albig
  - Am Heiligen Häuschen
- Bechenheim
  - Steinbruch, Haus
- Bechtolsheim
  - Pommermühle
  - Schanzenmühle
  - Römerhof
  - Hof Falkenhorst
  - Hof Sonnenberg
- Bermersheim vor der Höhe
  - An der Langwiese
- Biebelnheim
  - Am Mühlweg 2
  - Am Mühlweg 6
- Bornheim
- Dintesheim
  - Bahnwärterhaus
- Eppelsheim
  - Kirchmühle
- Erbes-Büdesheim
  - An den Hesseln
  - Aulheimermühlen
  - Im Riedertal
  - Riedmühle
- Esselborn
- Flomborn
  - Glockenberger Hof
  - Haus Albrecht
  - Merkel, Fabrik
  - Obermühle
  - Untermühle
- Flonheim
  - Flonheim
  - Neumühle
  - Uffhofen
  - Geistermühle
- Framersheim
  - Atzelmühle
- Freimersheim
  - Aufspringmühle
- Gau-Heppenheim
  - Mohrenmühle
- Gau-Odernheim
  - Gau-Köngernheim
  - Gau-Odernheim
  - Haus Weinheimer
  - Westerschooß
  - Petersberghof
  - Felsenkeller 1
  - Felsenkeller 2
  - Felsenkeller 3
- Kettenheim
  - Bahnsiedlung
  - Hessensteigermühle
  - Wiesenmühle
  - Wormser Straße
- Lonsheim
- Mauchenheim
  - Hof Neber
  - Kalbsmühle, Schmahle Mühle
- Nack
- Nieder-Wiesen
  - Neumühle
- Ober-Flörsheim
  - Obere Mühle
  - Untere Mühle
- Offenheim
  - Ebersfelder Hof
  - Vorholz, Gaststätte
- Wahlheim
  - Sandmühle

## Verbandsgemeinde Eich
Gemeinden und Gemeindeteile in der Verbandsgemeinde Eich:
- Alsheim
  - Drei-Mohrenhof
  - Hangen-Wahlheim
  - Sonnenhof
  - Weißmühle
- Eich
  - Liebfrauental, Weingut
  - Sandhof
  - Steinswörth
- Gimbsheim
  - Die Reifenberger 1
  - Die Reifenberger 2
  - Gimbsheimer Fahrt
  - Im Abel 1
  - Im Abel 2
  - Im Königsgarten
  - Im Sand
  - Platanenhof
- Hamm am Rhein
  - Gernsheimer Fahrt
  - Wiesenhof
- Mettenheim
  - Sandwoogbrücke

## Verbandsgemeinde Monsheim
Gemeinden und Gemeindeteile in der Verbandsgemeinde Monsheim:
- Flörsheim-Dalsheim
  - Dalsheim
  - Steigerhof
  - Niederflörsheim
  - Haus Kißling
- Hohen-Sülzen
  - Hof Nettelbeck
- Mölsheim
- Mörstadt
  - Lindenhof
- Monsheim
  - Kriegsheim
  - Hofgut Wiesenmühle
  - Monsheim
  - Rüstermühle
  - Rehhof
  - Hofgut Holz
- Offstein
  - Rosengartenmühle
  - Stegmühle
  - In den Aspen
- Wachenheim
  - Neumühle
  - Schloßmühle

## Verbandsgemeinde Wöllstein
Gemeinden und Gemeindeteile in der Verbandsgemeinde Wöllstein:
- Eckelsheim
  - Villa Bäder
- Gau-Bickelheim
  - Effenmühle
  - Hof Reith am Wißberg
- Gumbsheim
- Siefersheim
  - Katzensteigermühle
- Stein-Bockenheim
- Wendelsheim
  - Bannmühle
  - Finkenmühle
  - Hasselmühle
  - Kleemühlchen
  - Mosbachermühle
  - Nackerstraße, Forsthaus
  - Rübenmühle
  - Weißenstein
  - Am Heiligenpfad
- Wöllstein
  - Haus Ellerbach
  - Kiefernhof
  - Ölmühle
- Wonsheim
  - Jägerlust, Forsthaus

## Verbandsgemeinde Wonnegau
Gemeinden und Gemeindeteile in der Verbandsgemeinde Wonnegau:
- Bechtheim
  - Bechtheim-West
  - Welheimer Hof
- Bermersheim
- Hochborn
- Dittelsheim-Heßloch
  - Dittelsheim
  - Heßloch
- Frettenheim
- Gundersheim
  - Haus Bösel
  - Hof Haumühle
  - Mönch-Bischheimerhof
- Gundheim
  - Rebschule
- Hangen-Weisheim
  - Friedenauer Hof
- Monzernheim
- Osthofen, Stadt
  - Bahnposten 18
  - Bahnposten 19
  - Mühlheim
  - Sportzentrum Sommerried
- Westhofen
  - Neumühle

## Verbandsgemeinde Wörrstadt
Gemeinden und Gemeindeteile in der Verbandsgemeinde Wörrstadt:
- Armsheim
  - Armsheim
  - Schimsheim
  - Bahnwärterhaus
- Ensheim
- Gabsheim
- Gau-Weinheim
- Partenheim
- Saulheim
  - Birkenhof
  - Chausseehaus
  - Grasweg
  - Dickmühle
  - Hohenberg
  - Römerhof
  - Rollander Hof
  - Untere Mühle
  - Im Mandel
  - Tankstelle Dillmann
  - Am Norrenberg
- Schornsheim
- Spiesheim
- Sulzheim
  - Rommersheimer Mühle
- Udenheim
  - Kirchberghof
- Vendersheim
- Wallertheim
  - Lettenmühle
  - Luftmühle
  - Borntaler Hof
- Wörrstadt, Stadt
  - Rommersheim (Ortsbezirk)
  - Drollmühle
  - Eichenhof
  - Wörrstadt
  - Neuborn, Gaststätte
  - Talmühle I
  - Talmühle II
  - Hof am Neuborn